# Otacilia armatissima
Otacilia armatissima là một loài nhện trong họ Phrurolithidae.
Loài này thuộc chi Otacilia. Otacilia armatissima được Tord Tamerlan Teodor Thorell miêu tả năm 1897.